# 2016-os WEC COTA 6 órás verseny
| Pályarajz | Pályarajz               | Pályarajz                                          |
| --------- | ----------------------- | -------------------------------------------------- |
|           |                         |                                                    |
| Győztesek |                         |                                                    |
| Kategória | Csapat                  | Versenyzők                                         |
| LMP1      | #1 Porsche Team         | Timo Bernhard Brendon Hartley Mark Webber          |
| LMP2      | #36 Signatech Alpine    | Nicolas Lapierre Gustavo Menezes Stéphane Richelmi |
| LMGTE Pro | #95 Aston Martin Racing | Nicki Thiim Marco Sørensen                         |
| LMGTE Am  | #98 Aston Martin Racing | Paul Dalla Lana Pedro Lamy Mathias Lauda           |

A 2016-os WEC COTA 6 órás verseny a Hosszútávú-világbajnokság 2016-os szezonjának hatodik futama volt, amelyet szeptember 15. és szeptember 17. között tartottak meg a Circuit of the Americas versenypályán. A fordulót Timo Bernhard, Brendon Hartley és Mark Webber triója nyerte meg, akik a hibridhajtású Porsche Team csapatának versenyautóját vezették.

## Időmérő
A kategóriák leggyorsabb versenyzői vastaggal vannak kiemelve.
| Poz. | Kategória | Csapat                        | Átlagidő    | Különbség | Rajthely |
| ---- | --------- | ----------------------------- | ----------- | --------- | -------- |
| 1.   | LMP1      | #7 Audi Sport Team Joest      | 1:45,750    |           | 1        |
| 2.   | LMP1      | #8 Audi Sport Team Joest      | 1:45,983    | +0,233    | 2        |
| 3.   | LMP1      | #1 Porsche Team               | 1:46,560    | +0,810    | 3        |
| 4.   | LMP1      | #6 Toyota Gazoo Racing        | 1:47,218    | +1,468    | 4        |
| 5.   | LMP1      | #2 Porsche Team               | 1:47,331    | +1,581    | 5        |
| 6.   | LMP1      | #5 Toyota Gazoo Racing        | 1:48,584    | +2,834    | 6        |
| 7.   | LMP1      | #13 Rebellion Racing          | 1:53,646    | +7,896    | 7        |
| 8.   | LMP1      | #4 ByKolles Racing            | 1:54,577    | +8,827    | 8        |
| 9.   | LMP2      | #36 Signatech Alpine          | 1:55,892    | +10,142   | 9        |
| 10.  | LMP2      | #44 Manor                     | 1:56,873    | +11,123   | 10       |
| 11.  | LMP2      | #43 RGR Sport by Morand       | 1:57,367    | +11,617   | 11       |
| 12   | LMP2      | #42 Strakka Racing            | 1:57,536    | +11,786   | 12       |
| 13.  | LMP2      | #35 Baxi DC Racing Alpine     | 1:58,060    | +12,310   | 13       |
| 14.  | LMP2      | #37 SMP Racing                | 1:58,379    | +12,629   | 14       |
| 15.  | LMP2      | #31 Extreme Speed Motorsports | 1:58,394    | +12,644   | 15       |
| 16.  | LMP2      | #27 SMP Racing                | 1:58,769    | +13,019   | 16       |
| 17.  | LMP2      | #30 Extreme Speed Motorsports | 2:00,631    | +14,881   | 17       |
| 18.  | LMGTE Pro | #95 Aston Martin Racing       | 2:04,610    | +18,860   | 18       |
| 19.  | LMGTE Pro | #71 AF Corse                  | 2:04,652    | +18,902   | 19       |
| 20.  | LMGTE Pro | #66 Ford Chip Ganassi Team UK | 2:04,804    | +19,054   | 20       |
| 21.  | LMGTE Pro | #51 AF Corse                  | 2:04,821    | +19,071   | 21       |
| 22.  | LMGTE Pro | #97 Aston Martin Racing       | 2:04,889    | +19,139   | 22       |
| 23.  | LMGTE Pro | #67 Ford Chip Ganassi Team UK | 2:05,057    | +19,307   | 23       |
| 24.  | LMGTE Pro | #77 Dempsey-Proton Racing     | 2:06,060    | +20,310   | 24       |
| 25.  | LMGTE Am  | #98 Aston Martin Racing       | 2:07,683    | +21,933   | 25       |
| 26.  | LMGTE Am  | #88 Abu Dhabi-Proton Racing   | 2:08,295    | +22,545   | 26       |
| 27.  | LMGTE Am  | #78 KCMG                      | 2:08,816    | +23,066   | 27       |
| 28.  | LMGTE Am  | #86 Gulf Racing               | 2:09,119    | +23,369   | 28       |
| 29.  | LMGTE Am  | #83 AF Corse                  | 2:09,187    | +23,437   | 29       |
| 30.  | LMGTE Am  | #50 Larbre Compétition        | 2:09,190    | +23,440   | 30       |
| 31.  | LMP2      | #26 G-Drive Racing            | 1:57,860[a] | +11,458   | 31       |

Megjegyzés:
- ↑ a:  A #26-os G-Drive Racing csapatából csak egy versenyző teljesített mért kört.

## Verseny
A résztvevőknek legalább a versenytáv 70%-át (130 kört) teljesíteniük kellett ahhoz, hogy az elért eredményüket értékeljék. A kategóriák leggyorsabb versenyzői vastaggal vannak kiemelve.
| Helyezés | Kategória | #  | Csapat                    | Versenyzők                                            | Kasztni                        | Gumi | Kör    | Idő/Hátrány/Kiesés |
| Helyezés | Kategória | #  | Csapat                    | Versenyzők                                            | Motor                          | Gumi | Kör    | Idő/Hátrány/Kiesés |
| -------- | --------- | -- | ------------------------- | ----------------------------------------------------- | ------------------------------ | ---- | ------ | ------------------ |
| 1.       | LMP1      | 1  | Porsche Team              | Timo Bernhard Brendon Hartley Mark Webber             | Porsche 919 Hybrid             | M    | 186    | 6:01:30,181        |
| 1.       | LMP1      | 1  | Porsche Team              | Timo Bernhard Brendon Hartley Mark Webber             | Porsche 2.0 L Turbo V4         | M    | 186    | 6:01:30,181        |
| 2.       | LMP1      | 8  | Audi Sport Team Joest     | Loïc Duval Lucas di Grassi Oliver Jarvis              | Audi R18                       | M    | 186    | +23,641            |
| 2.       | LMP1      | 8  | Audi Sport Team Joest     | Loïc Duval Lucas di Grassi Oliver Jarvis              | Audi TDI 4.0 L Turbo Diesel V6 | M    | 186    | +23,641            |
| 3.       | LMP1      | 6  | Toyota Gazoo Racing       | Stéphane Sarrazin Mike Conway Kobajasi Kamui          | Toyota TS050 Hybrid            | M    | 186    | +26,096            |
| 3.       | LMP1      | 6  | Toyota Gazoo Racing       | Stéphane Sarrazin Mike Conway Kobajasi Kamui          | Toyota 2.4 L Turbo V6          | M    | 186    | +26,096            |
| 4.       | LMP1      | 2  | Porsche Team              | Marc Lieb Romain Dumas Neel Jani                      | Porsche 919 Hybrid             | M    | 185    | +1 kör             |
| 4.       | LMP1      | 2  | Porsche Team              | Marc Lieb Romain Dumas Neel Jani                      | Porsche 2.0 L Turbo V4         | M    | 185    | +1 kör             |
| 5.       | LMP1      | 5  | Toyota Gazoo Racing       | Sébastien Buemi Nakadzsima Kazuki Anthony Davidson    | Toyota TS050 Hybrid            | M    | 184    | +2 kör             |
| 5.       | LMP1      | 5  | Toyota Gazoo Racing       | Sébastien Buemi Nakadzsima Kazuki Anthony Davidson    | Toyota 2.4 L Turbo V6          | M    | 184    | +2 kör             |
| 6.       | LMP1      | 7  | Audi Sport Team Joest     | André Lotterer Marcel Fässler Benoît Tréluyer         | Audi R18                       | M    | 180    | +6 kör             |
| 6.       | LMP1      | 7  | Audi Sport Team Joest     | André Lotterer Marcel Fässler Benoît Tréluyer         | Audi TDI 4.0 L Turbo Diesel V6 | M    | 180    | +6 kör             |
| 7.       | LMP1      | 13 | Rebellion Racing          | Dominik Kraihamer Alexandre Imperatori Mathéo Tuscher | Rebellion R-One                | D    | 174    | +12 kör            |
| 7.       | LMP1      | 13 | Rebellion Racing          | Dominik Kraihamer Alexandre Imperatori Mathéo Tuscher | AER P60 2.4 L Turbo V6         | D    | 174    | +12 kör            |
| 8.       | LMP2      | 36 | Signatech Alpine          | Nicolas Lapierre Gustavo Menezes Stéphane Richelmi    | Alpine A460                    | D    | 172    | +14 kör            |
| 8.       | LMP2      | 36 | Signatech Alpine          | Nicolas Lapierre Gustavo Menezes Stéphane Richelmi    | Nissan VK45DE 4.5 L V8         | D    | 172    | +14 kör            |
| 9.       | LMP2      | 43 | RGR Sport by Morand       | Ricardo González Filipe Albuquerque Bruno Senna       | Ligier JS P2                   | D    | 171    | +15 kör            |
| 9.       | LMP2      | 43 | RGR Sport by Morand       | Ricardo González Filipe Albuquerque Bruno Senna       | Nissan VK45DE 4.5 L V8         | D    | 171    | +15 kör            |
| 10.      | LMP2      | 26 | G-Drive Racing            | Roman Ruszinov Alex Brundle René Rast                 | Oreca 05                       | D    | 171    | +15 kör            |
| 10.      | LMP2      | 26 | G-Drive Racing            | Roman Ruszinov Alex Brundle René Rast                 | Nissan VK45DE 4.5 L V8         | D    | 171    | +15 kör            |
| 11.      | LMP1      | 4  | ByKolles Racing Team      | Simon Trummer Oliver Webb                             | CLM P1/01                      | D    | 170    | +16 kör            |
| 11.      | LMP1      | 4  | ByKolles Racing Team      | Simon Trummer Oliver Webb                             | AER P60 2.4 L Turbo V6         | D    | 170    | +16 kör            |
| 12.      | LMP2      | 27 | SMP Racing                | Nicolas Minassian Maurizio Mediani                    | BR Engineering BR01            | D    | 168    | +18 kör            |
| 12.      | LMP2      | 27 | SMP Racing                | Nicolas Minassian Maurizio Mediani                    | Nissan VK45DE 4.5 L V8         | D    | 168    | +18 kör            |
| 13.      | LMP2      | 31 | Extreme Speed Motorsports | Ryan Dalziel Chris Cumming Pipo Derani                | Ligier JS P2                   | M    | 168    | +18 kör            |
| 13.      | LMP2      | 31 | Extreme Speed Motorsports | Ryan Dalziel Chris Cumming Pipo Derani                | Nissan VK45DE 4.5 L V8         | M    | 168    | +18 kör            |
| 14.      | LMP2      | 37 | SMP Racing                | Vitalij Petrov Viktor Saitar Kirill Ladigin           | BR Engineering BR01            | D    | 167    | +19 kör            |
| 14.      | LMP2      | 37 | SMP Racing                | Vitalij Petrov Viktor Saitar Kirill Ladigin           | Nissan VK45DE 4.5 L V8         | D    | 167    | +19 kör            |
| 15.      | LMP2      | 30 | Extreme Speed Motorsports | Scott Sharp Ed Brown Johannes van Overbeek            | Ligier JS P2                   | M    | 166    | +20 kör            |
| 15.      | LMP2      | 30 | Extreme Speed Motorsports | Scott Sharp Ed Brown Johannes van Overbeek            | Nissan VK45DE 4.5 L V8         | M    | 166    | +20 kör            |
| 16.      | LMGTE Pro | 95 | Aston Martin Racing       | Nicki Thiim Marco Sørensen                            | Aston Martin V8 Vantage GTE    | D    | 163    | +23 kör            |
| 16.      | LMGTE Pro | 95 | Aston Martin Racing       | Nicki Thiim Marco Sørensen                            | Aston Martin 4.5 L V8          | D    | 163    | +23 kör            |
| 17.      | LMGTE Pro | 51 | AF Corse                  | Gianmaria Bruni James Calado                          | Ferrari 488 GTE                | M    | 163    | +23 kör            |
| 17.      | LMGTE Pro | 51 | AF Corse                  | Gianmaria Bruni James Calado                          | Ferrari F154CB 3.9 L Turbo V8  | M    | 163    | +23 kör            |
| 18.      | LMGTE Pro | 71 | AF Corse                  | Davide Rigon Sam Bird                                 | Ferrari 488 GTE                | M    | 162    | +24 kör            |
| 18.      | LMGTE Pro | 71 | AF Corse                  | Davide Rigon Sam Bird                                 | Ferrari F154CB 3.9 L Turbo V8  | M    | 162    | +24 kör            |
| 19.      | LMGTE Pro | 67 | Ford Chip Ganassi Team UK | Andy Priaulx Marino Franchitti Harry Tincknell        | Ford GT                        | M    | 162    | +24 kör            |
| 19.      | LMGTE Pro | 67 | Ford Chip Ganassi Team UK | Andy Priaulx Marino Franchitti Harry Tincknell        | Ford EcoBoost 3.5 L Turbo V6   | M    | 162    | +24 kör            |
| 20.      | LMGTE Pro | 97 | Aston Martin Racing       | Darren Turner Fernando Rees                           | Aston Martin V8 Vantage GTE    | D    | 162    | +24 kör            |
| 20.      | LMGTE Pro | 97 | Aston Martin Racing       | Darren Turner Fernando Rees                           | Aston Martin 4.5 L V8          | D    | 162    | +24 kör            |
| 21.      | LMGTE Pro | 77 | Dempsey-Proton Racing     | Richard Lietz Michael Christensen                     | Porsche 911 RSR                | M    | 161    | +25 kör            |
| 21.      | LMGTE Pro | 77 | Dempsey-Proton Racing     | Richard Lietz Michael Christensen                     | Porsche 4.0 L Flat-6           | M    | 161    | +25 kör            |
| 22.      | LMGTE Am  | 98 | Aston Martin Racing       | Paul Dalla Lana Pedro Lamy Mathias Lauda              | Aston Martin V8 Vantage GTE    | M    | 158    | +28 kör            |
| 22.      | LMGTE Am  | 98 | Aston Martin Racing       | Paul Dalla Lana Pedro Lamy Mathias Lauda              | Aston Martin 4.5 L V8          | M    | 158    | +28 kör            |
| 23.      | LMGTE Am  | 78 | KCMG                      | Christian Ried Wolf Henzler Joël Camathias            | Porsche 911 RSR                | M    | 158    | +28 kör            |
| 23.      | LMGTE Am  | 78 | KCMG                      | Christian Ried Wolf Henzler Joël Camathias            | Porsche 4.0 L Flat-6           | M    | 158    | +28 kör            |
| 24.      | LMGTE Am  | 50 | Larbre Compétition        | Lars Viljoen Pierre Ragues Ricky Taylor               | Chevrolet Corvette C7.R        | M    | 157    | +29 kör            |
| 24.      | LMGTE Am  | 50 | Larbre Compétition        | Lars Viljoen Pierre Ragues Ricky Taylor               | Chevrolet LT5.5 5.5 L V8       | M    | 157    | +29 kör            |
| 25.      | LMGTE Am  | 86 | Gulf Racing               | Michael Wainwright Adam Carroll Ben Barker            | Porsche 911 RSR                | M    | 153    | +33 kör            |
| 25.      | LMGTE Am  | 86 | Gulf Racing               | Michael Wainwright Adam Carroll Ben Barker            | Porsche 4.0 L Flat-6           | M    | 153    | +33 kör            |
| 26.      | LMP2      | 35 | Baxi DC Racing Alpine     | David Cheng Ho-Pin Tung Nelson Panciatici             | Alpine A460                    | D    | 153[b] | +33 kör            |
| 26.      | LMP2      | 35 | Baxi DC Racing Alpine     | David Cheng Ho-Pin Tung Nelson Panciatici             | Nissan VK45DE 4.5 L V8         | D    | 153[b] | +33 kör            |
| 27.      | LMGTE Am  | 88 | Abu Dhabi-Proton Racing   | Háled al-Kúbáisi Kévin Estre David Heinemeier Hansson | Porsche 911 RSR                | M    | 153    | +33 kör            |
| 27.      | LMGTE Am  | 88 | Abu Dhabi-Proton Racing   | Háled al-Kúbáisi Kévin Estre David Heinemeier Hansson | Porsche 4.0 L Flat-6           | M    | 153    | +33 kör            |
| 28.      | LMGTE Am  | 83 | AF Corse                  | François Perrodo Emmanuel Collard Rui Águas           | Ferrari 458 Italia GT2         | M    | 147    | +39 kör            |
| 28.      | LMGTE Am  | 83 | AF Corse                  | François Perrodo Emmanuel Collard Rui Águas           | Ferrari 4.5 L V8               | M    | 147    | +39 kör            |
| 29.      | LMGTE Pro | 66 | Ford Chip Ganassi Team UK | Olivier Pla Stefan Mücke                              | Ford GT                        | M    | 144    | +42 kör            |
| 29.      | LMGTE Pro | 66 | Ford Chip Ganassi Team UK | Olivier Pla Stefan Mücke                              | Ford EcoBoost 3.5 L Turbo V6   | M    | 144    | +42 kör            |
| Ki       | LMP2      | 44 | Manor                     | Matt Rao Richard Bradley Roberto Merhi                | Oreca 05                       | D    | 157    |                    |
| Ki       | LMP2      | 44 | Manor                     | Matt Rao Richard Bradley Roberto Merhi                | Nissan VK45DE 4.5 L V8         | D    | 157    |                    |
| Ki       | LMP2      | 42 | Strakka Racing            | Nick Leventis Jonny Kane Lewis Williamson             | Gibson 015S                    | D    | 58     |                    |
| Ki       | LMP2      | 42 | Strakka Racing            | Nick Leventis Jonny Kane Lewis Williamson             | Nissan VK45DE 4.5 L V8         | D    | 58     |                    |

Megjegyzés:
- ↑ b:  Nelson Panciatici nem teljesített elegendő kört a versenyt során, ezért a #35-ös számú DC Racing összesített idejéhez 7 kört és 38 másodpercet adtak hozzá.

## A világbajnokság állása a versenyt követően
LMP1 (Teljes táblázat)
| H  | Versenyzők                                   | Pont | H  | Konstruktőrök | Pont |
| -- | -------------------------------------------- | ---- | -- | ------------- | ---- |
| 1. | Marc Lieb Romain Dumas Neel Jani             | 130  | 1. | Porsche       | 238  |
| 2. | Loïc Duval Lucas di Grassi Oliver Jarvis     | 92,5 | 2. | Audi          | 185  |
| 3. | Stéphane Sarrazin Mike Conway Kobajasi Kamui | 92   | 3. | Toyota        | 137  |
| 4. | Timo Bernhard Brendon Hartley Mark Webber    | 78,5 |    |               |      |
| 5. | André Lotterer Marcel Fässler                | 78   |    |               |      |

GT (Teljes táblázat)
| H  | Versenyzők                   | Pont | H  | Konstruktőrök | Pont  |
| -- | ---------------------------- | ---- | -- | ------------- | ----- |
| 1. | Nicki Thiim Marco Sørensen   | 109  | 1. | Aston Martin  | 215   |
| 2. | Davide Rigon Sam Bird        | 97   | 2. | Ferrari       | 209   |
| 3. | Darren Turner                | 92   | 3. | Ford          | 133,5 |
| 4. | Gianmaria Bruni James Calado | 80   | 4. | Porsche       | 96    |
| 5. | Richie Stanaway              | 80   |    |               |       |

LMP2 (Teljes táblázat)
| H  | Versenyzők                                         | Pont | H  | Konstruktőrök             | Pont |
| -- | -------------------------------------------------- | ---- | -- | ------------------------- | ---- |
| 1. | Nicolas Lapierre Gustavo Menezes Stéphane Richelmi | 156  | 1. | Signatech Alpine          | 156  |
| 2. | Ricardo González Filipe Albuquerque Bruno Senna    | 115  | 2. | RGR Sport by Morand       | 118  |
| 3. | Roman Ruszinov René Rast                           | 86   | 3. | G-Drive Racing            | 88   |
| 4. | Ryan Dalziel Chris Cumming Pipo Derani             | 84   | 4. | Extreme Speed Motorsports | 84   |
| 5. | Nick Leventis Jonny Kane                           | 58   | 5. | SMP Racing                | 58   |

LMGTE Am (Teljes táblázat)
| H  | Versenyzők                                  | Pont | H  | Konstruktőrök           | Pont |
| -- | ------------------------------------------- | ---- | -- | ----------------------- | ---- |
| 1. | François Perrodo Emmanuel Collard Rui Águas | 137  | 1. | AF Corse                | 137  |
| 2. | Háled al-Kúbáisi David Heinemeier Hansson   | 104  | 2. | Abu Dhabi-Proton Racing | 104  |
| 3. | Paul Dalla Lana Pedro Lamy Mathias Lauda    | 96   | 3. | Aston Martin Racing     | 96   |
| 4. | Patrick Long                                | 83   | 4. | Larbre Compétition      | 84   |
| 5. | Pierre Ragues                               | 80   | 5. | KCMG                    | 77   |